# Communauté de communes de la Muse et des Raspes du Tarn
Die Communauté de communes de la Muse et des Raspes du Tarn ist ein französischer Gemeindeverband mit der Rechtsform einer Communauté de communes im Département Aveyron in der Region Okzitanien. Sie wurde am 20. Dezember 2004 gegründet und umfasst 13 Gemeinden. Der Verwaltungssitz befindet sich im Ort Saint-Rome-de-Tarn.

## Mitgliedsgemeinden
| Gemeinde                                                | Einwohner 1. Januar 2022 | Fläche km² | Dichte Einw./km² | Code INSEE | Postleitzahl |
| ------------------------------------------------------- | ------------------------ | ---------- | ---------------- | ---------- | ------------ |
| Ayssènes                                                | 221                      | 23,14      | 10               | 12017      | 12430        |
| Broquiès                                                | 612                      | 37,99      | 16               | 12037      | 12480        |
| Brousse-le-Château                                      | 165                      | 15,54      | 11               | 12038      | 12480        |
| Castelnau-Pégayrols                                     | 346                      | 53,01      | 7                | 12062      | 12620        |
| Le Truel                                                | 349                      | 26,48      | 13               | 12284      | 12430        |
| Les Costes-Gozon                                        | 165                      | 20,33      | 8                | 12078      | 12400        |
| Lestrade-et-Thouels                                     | 442                      | 42,27      | 10               | 12129      | 12430        |
| Montjaux                                                | 435                      | 31,48      | 14               | 12153      | 12490        |
| Saint-Beauzély                                          | 575                      | 30,69      | 19               | 12213      | 12620        |
| Saint-Rome-de-Tarn                                      | 899                      | 52,06      | 17               | 12244      | 12490        |
| Saint-Victor-et-Melvieu                                 | 313                      | 17,91      | 17               | 12251      | 12400        |
| Verrières                                               | 364                      | 53,01      | 7                | 12291      | 12520        |
| Viala-du-Tarn                                           | 527                      | 38,56      | 14               | 12296      | 12490        |
| Communauté de communes de la Muse et des Raspes du Tarn | 5.413                    | 442,47     | 12               | –          | –            |